# تورره کایتانی
تورره کایتانی (به ایتالیایی: Torre Cajetani) یک کومونه در ایتالیا است که در استان فروزینونه واقع شده‌است. تورره کایتانی ۱۱٫۶ کیلومتر مربع مساحت و ۱٬۴۶۴ نفر جمعیت دارد و ۸۱۷ متر بالاتر از سطح دریا واقع شده‌است.